# Vredewold (waterschap)
Waterschap Vredewold is een voormalig waterschap in de provincie Groningen. De oorspronkelijke naam was Oostwolderpolder.
De polder lag ten zuiden van het Hoendiep, met aan de westkant het Lettelberterdiep en aan de oostkant de Munnikesloot en de Gave. De zuidgrens lag halverwege de A7 en het Leekstermeer. De molen stond aan het Hoendiep, op de plaats waar het tegenwoordige gemaal Vredewold staat.
Waterstaatkundig gezien ligt het gebied sinds 1995 binnen dat van het waterschap Noorderzijlvest.

## Naam
De naam van het waterschap suggereert dat het overeenkomt met de streek Vredewold. Dit is echter niet zo. De steek was aanmerkelijk groter. Het waterschap lag in het noordoostelijke puntje ervan.